# 2010 en sport
Principaux événements sportifs de l'année 2010

## Par dates

### Janvier
- 19 au 31 janvier : Championnat d'Europe de handball masculin 2010 en Autriche.
- 10 au 31 janvier : Coupe d'Afrique des nations de football 2010 en Angola.

### Février
- 6 février au 20 mars : Tournoi des Six Nations 2010 en  Europe.
- 12 au 28 février : XXIes Jeux olympiques d'hiver, à Vancouver, au Canada.

### Mars
- 14 mars au 14 novembre : Championnat du monde de Formule 1.
- 22 au 28 mars : Championnats du monde de patinage artistique 2010 à Turin en Italie.
- 28 : WrestleMania XXVI

### Mai
- 7 au 9 mai : XLVe championnats d'Europe de karaté à Athènes, en Grèce.
- 7 au 23 mai : Championnat du monde de hockey sur glace 2010 sur glace en Allemagne.

### Juin
- 5 au 13 juin : Championnats du monde de descente (canoë-kayak) à Sort en Espagne.
- 11 juin au 11 juillet : XIXe coupe du monde de football en Afrique du Sud.

### Juillet
- 17 juillet au 22 juillet : Championnats d'Europe d'escrime 2010 à Leipzig en Allemagne.
- 24 juillet au 31 juillet : Championnat d'Europe de football américain à Francfort en Allemagne.
- 23 juillet au 1er août : Championnat d'Europe de baseball 2010 en Allemagne.
- 27 juillet au 1er août : Championnats d'Europe d'athlétisme 2010 à Barcelone en Espagne.

### Août
- 4 août au 15 août : Championnats d'Europe de natation 2010 à Budapest en Hongrie.
- 14 au 26 août : Premiers Jeux olympiques de la Jeunesse d'été 2010 à Singapour.
- 19 au 22 : Championnats du monde de course en ligne (canoë-kayak) 2010 sur le lac Malta à Poznań Pologne.
- 20 au 5 septembre : Coupe du monde féminine de rugby à XV 2010 en Angleterre.
- 23 au 29 août : Championnats du monde de badminton 2010 à Paris en France au Palais omnisports de Paris-Bercy.
- 28 août au 12 septembre : Championnat du monde de basket-ball masculin 2010 en Turquie.
- 29 août au 11 septembre : Championnat d'Europe de water-polo masculin 2010 à Zagreb en Croatie.
- 31 au 5 septembre : Championnats du monde de VTT et de Trial 2010 sur le Mont Sainte-Anne à Beaupré au Canada.
- 31 août au 10 septembre : Championnat d'Europe de water-polo féminin 2010 à Zagreb en Croatie.

### Septembre
- 1er septembre au 9 septembre : Championnats du monde de pentathlon moderne 2010 à Chengdu en Chine
- 6 au 12 : Championnats du monde de lutte 2010 à Moscou en Russie.
- 8 au 12 : Championnats du monde de slalom (canoë-kayak) 2010 à Tacen en Slovénie.
- 9 au 13 : Championnats du monde de judo 2010 à Tokyo au Japon.
- 19 au 4 : Olympiade d'échecs de 2010 à Khanty-Mansiysk en Russie.
- 23 septembre au 10 octobre : Championnat du monde de volley-ball masculin 2010 en Italie.
- 25 septembre au 10 octobre : Jeux équestres mondiaux à Lexington aux États-Unis.
- 29 au 3 octobre : Championnats du monde de cyclisme sur route 2010 à Melbourne et Geelong en Australie.

### Octobre
- 1er octobre au 10 octobre : Championnats du monde de pelote basque à Pau en France.
- 3 au 14 octobre : Jeux du Commonwealth de 2010 à New Delhi en Inde.
- 16 au 24 octobre : Championnats du monde de gymnastique artistique à Rotterdam aux Pays-Bas.
- 29 octobre au 14 novembre : Championnat du monde de volley-ball féminin 2010 au Japon.
- 31 au 7 novembre : Championnats du monde d'aviron 2010 sur le Lac Karapiro près d'Hamilton, en Nouvelle-Zélande.

### Novembre
- 4 novembre au 13 novembre : Championnats du monde d'escrime 2010 à Paris en France au Grand Palais.
- 11 au 13 : Championnats du monde de trampoline 2010 à Metz en France.

### Décembre
- 7 décembre au 19 décembre : Championnat d'Europe de handball féminin 2010 au Danemark et en Norvège
- 15 au 19 décembre : Championnats du monde de natation en petit bassin 2010 à Dubaï aux Émirats arabes unis.

## Par sports

### Automobile
- Le septuple champion du monde de Formule 1 Michael Schumacher fait son retour après 3 ans d'absence au sein de l'écurie Mercedes Grand Prix.
- Sébastien Loeb remporte son 7e titre de champion du monde de rallye WRC avec Daniel Elena pour copilote et Citroën Racing pour écurie.
- Sebastian Vettel devient le plus jeune champion du monde de l'histoire de la Formule 1 avec Red Bull.
- Yvan Muller remporte son 2e titre de champion du monde de  voitures de tourisme avec Chevrolet.

### Athlétisme
- Christophe Lemaitre bat le record de France et devient le premier homme blanc à passer sous les 10 secondes sur 100 mètres avec 9 s 98.
- Christophe Lemaitre réalise un triplé aux Championnats d'Europe en remportant la médaille d'or sur 100 mètres, 200 mètres et avec le relais 4 × 100 mètres
- Justin Gatlin revient de 4 ans de suspension en remportant le 100 mètres lors du meeting de Rakvere.

### Baseball
- Ubaldo Jimenez des Rockies du Colorado lance contre Atlanta le 17 avril le premier match sans point ni coup sûr de l'histoire de la franchise.
- 9 mai : Dallas Braden des A's d'Oakland lance contre Tampa le 19e match parfait de l'histoire des Ligues majeures.
- 29 mai : Roy Halladay des Phillies de Philadelphie lance contre les Marlins le 20e match parfait des Ligues majeures.
- 2 juin : Armando Galarraga des Tigers de Detroit est privé d'un match parfait contre Cleveland lorsque le joueur devant être le dernier retrait de la partie est déclaré sauf sur une erreur avouée de l'arbitre au premier but.
- 26 juillet : Matt Garza des Rays de Tampa Bay lance contre Detroit le premier match sans point ni coup sûr de l'histoire de la franchise.
- Jose Bautista devient le premier joueur de l'histoire des Blue Jays de Toronto à connaître une saison de 50 circuits.

### Rugby à XIII
- 2 mai : à Avignon, Lézignan remporte la Coupe de France face à Limoux 18-14.
- 30 mai : à Carcassonne, Lézignan remporte le Championnat de France face à Pia 33-22.

### Rugby à XV
- 20 mars : la  France remporte son 9e grand chelem au Tournoi des Six Nations.
- 22 mai : le Stade toulousain remporte au Stade de France leur 4e Coupe d'Europe de rugby de leur histoire en battant en finale le Biarritz olympique 21 à 19.
- 23 mai : les gallois des Cardiff Blues remporte pour la première fois le Challenge européen en battant le RC Toulon 28 à 21 au Stade Vélodrome de Marseille.
- 29 mai : la finale du Super 14 2010 100 % sud-africaine voit la victoire des  Bulls 25 à 17 aux dépens des Stormers.
- 29 mai : après 10 échecs en finale dont 3 consécutif l'ASM Clermont Auvergne remporte le Championnat de France de rugby en battant l'USA Perpignan 19 à 6 au Stade de France de Saint-Denis.
- 5 septembre : lors de la Coupe du monde féminine de rugby organisé en Angleterre  l'Équipe féminine de Nouvelle-Zélande remporte le titre de champion du monde en battant en finale l'Équipe féminine d'Angleterre 13 à 10.
- 11 septembre : la Nouvelle-Zélande remporte leur 10e Tri-Nations en remportant 6 victoires en 6 matchs.

### Water-Polo
France
- Le C. N. M. est Champion de France de water-polo Pro A Masculin pour la 32e fois.
- L'O. Nice Natation est Champion de France Pro A Féminin pour la 3e fois.
- Le C. N. M. remporte la Coupe de France masculine pour la 8e fois.
- L'O. Nice Natation remporte la Coupe de France féminine pour la 1re fois.

Europe
- mai : Pro Recco est Champion d'Europe pour la 6e fois.
- 27 avril : VA Cattaro remporte la LEN Euro Cup pour la 1re fois.
- 11 septembre : Les Croates sont Champions d'Europe pour la 1re fois.
- 10 septembre : Les Russes sont Championnes d'Europe pour la 3e fois.

Monde
- 1er août : Les Serbes remportent la Coupe du Monde pour la 1re fois.
- 22 août : Les Américaines remportent la Coupe du Monde pour la 2e fois.
- 18 juillet : Les Serbes remportent la Ligue Mondiale pour la 3e fois.
- 3 juillet : Les Américaines remportent la Ligue Mondiale pour la 5e fois.